# 鄭袖
鄭 袖（てい しゅう、生没年不詳）は、楚の懐王の寵姫。頃襄王の母。 

## 生涯
懐王の寵愛を受け、王后である南后と共に楚で重んじられた。ある時魏が楚に美女を献上し、王がこの美女をとても寵愛するようになると、鄭袖は嫉妬しないふりをして、魏女に好きなだけ衣服や装飾品を与えた。懐王は魏女を大切にする鄭袖を褒め称えた。ある日、鄭袖は魏女に対して「大王はあなたの美しさが好きだが、鼻が欠点だ」と言った。魏女はその意見に従い、その日以来王に会うたびに鼻を覆うことにした。懐王はおかしいと思って、魏美人の親友である鄭袖にその理由を聞いた。すると鄭袖は「魏女は大王の体臭が嫌いだからだ」と答えた。楚王は激怒して侍従らに「あの者の鼻を削げ」と命令した。かつて鄭袖は侍従たちに「王の命令は必ず実行しなければならない」と言っていた。それ以後王の寵愛を独占した。
なおも政治に介入する。上官大夫の靳尚と組み、楚の公族である屈原を陥れて追放し、および秦の拡大に貢献した張儀を釈放するなど、楚の国力が下降線の一途を辿った。

## 伝記資料
- 『史記』屈原賈生列伝
- 『韓非子』内蔵